# Michael Espat
Michael Espat (zm. 22 kwietnia 2024) –  belizeński polityk, członek Zjednoczonej Partii Ludowej, poseł z okręgu Toledo East.

## Życiorys
Związał się z chadecką Zjednoczoną Partią Ludową i z jej ramienia kandydował do parlamentu.
Espat 7 marca 2012 został członkiem Izby Reprezentantów z okręgu Toledo East, w którym pokonał w wyborach przedstawiciela UDP: Petera Edena Martineza, zdobywając 2417 głosów (stosunek głosów: 49,99% do 42,96%). Zjednoczona Partia Ludowa pozostała w tej kadencji w opozycji.